# Gustavo Mencia
Gustavo Ramón Mencia Ávalos (Alto Paraná, 5 luglio 1988) è un calciatore paraguaiano, difensore del Universidad de Concepción.

## Carriera

### Club
Dopo aver giocato nel Sportivo Luqueño, nel 2010 passa al Libertad.

### Nazionale
Nel 2012 debutta con la Nazionale paraguaiana.

## Palmares

### Club

#### Competizioni Nazionali
- Campionato paraguaiano: 3

Libertad: Clausura 2010, Clausura 2012, Clausura 2014.